# Dekanat Jabłonowo Pomorskie
Dekanat Jabłonowo Pomorskie – jeden z 24 dekanatów w rzymskokatolickiej diecezji toruńskiej.

## Historia
Dekanat (do 2001 roku lembarski) niegdyś należał do diecezji chełmińskiej z siedzibą w Pelplinie. Od 25 marca 1992 roku przynależy on do diecezji toruńskiej. Obecny kształt dekanat uzyskał 2 grudnia 2001 roku po reorganizacji struktur diecezjalnych, którą przeprowadził ówczesny biskup toruński Andrzej Suski.

## Parafie
Lista parafii (stan z 22 listopada 2019):
| Lp | Miejscowość / parafia                           | Proboszcz / administrator             | Zdjęcie |
| -- | ----------------------------------------------- | ------------------------------------- | ------- |
| 1  | Bobrowo parafia św. Jakuba Apostoła Starszego   | ks. kan. Roman Henryk Dobrzewiński    |         |
| 2  | Brudzawy parafia św. Andrzeja Apostoła          | ks. Waldemar Konczalski               |         |
| 3  | Górale parafia św. Marcina                      | ks. Marek Adam Górski                 |         |
| 4  | Grzybno parafia Najświętszego Serca Pana Jezusa | ks. Andrzej Waks                      |         |
| 5  | Jabłonowo Pomorskie parafia Chrystusa Króla     | ks. kan. dr Grzegorz Jan Tworzewski   |         |
| 6  | Jabłonowo Pomorskie parafia św. Wojciecha       | ks. Sławomir Sobierajski              |         |
| 7  | Kruszyny parafia św. Mikołaja                   | ks. Waldemar Konczalski               |         |
| 8  | Lembarg parafia św. Apostołów Piotra i Pawła    | ks. Waldemar Milewski                 |         |
| 9  | Nieżywięć parafia św. Jana Chrzciciela          | ks. kan. Józef Kazimierz Jarzembowski |         |
| 9  | Płowęż parafia św. Małgorzaty                   | ks. Tomasz Trzebiatowski              |         |